# Salzburger Residenz

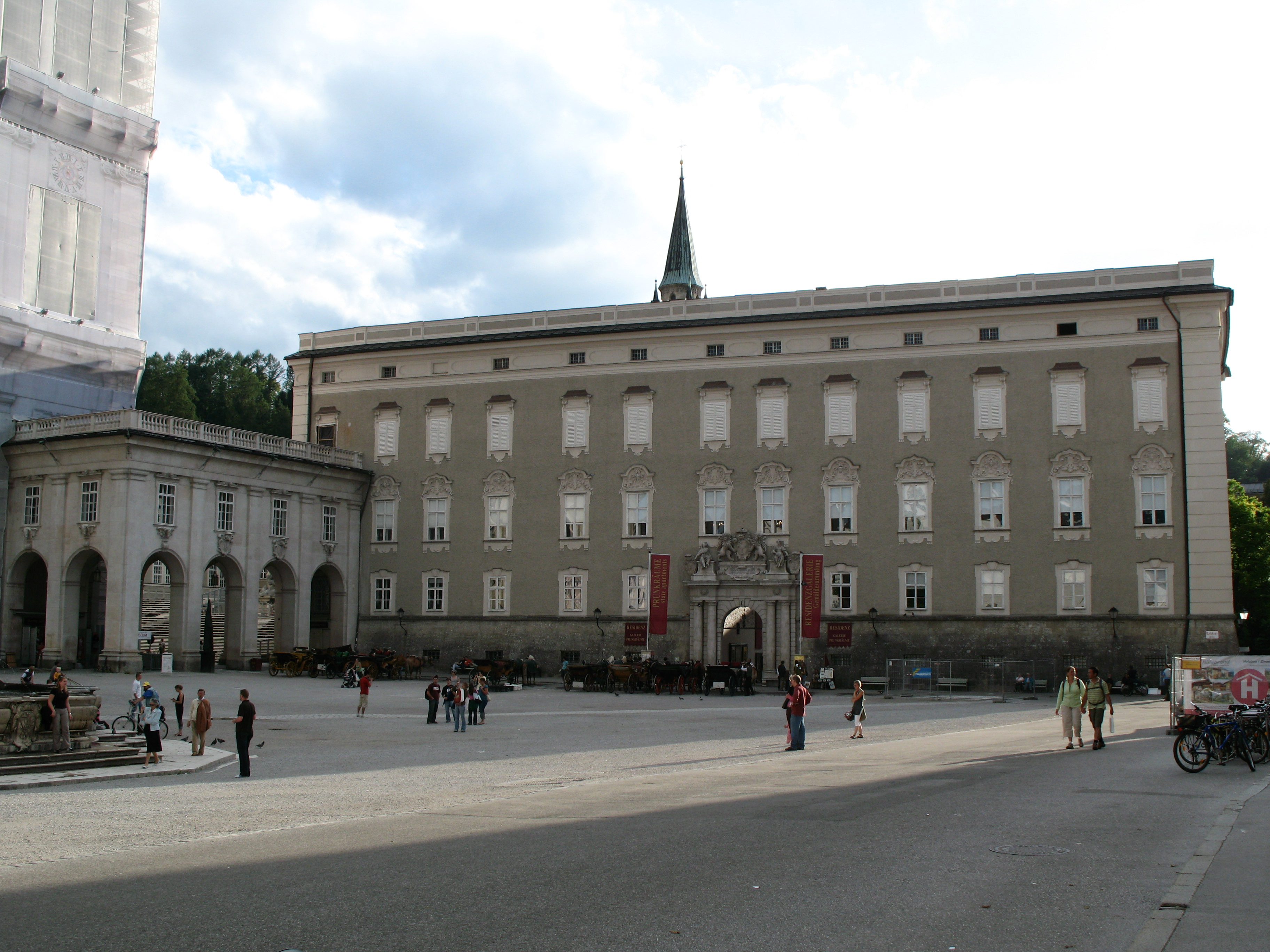
Die Salzburger Residenz, Fassade zum Residenzplatz

Die Alte Residenz in der Altstadt der Stadt Salzburg ist die fürsterzbischöfliche Palastanlage. Das weitläufige Gebäude liegt zwischen dem heutigen Domplatz, Residenzplatz und der heutigen Sigmund-Haffner-Gasse und ist zuerst um 1120 urkundlich nachgewiesen. Umfangreiche Neubauten erfolgten ab etwa 1600 unter Erzbischof Wolf Dietrich von Raitenau und wurden unter Markus Sittikus und Paris Lodron fertiggestellt. Unter Franz Anton Graf von Harrach wurde die Fassade durch größere Fenster modernisiert. Die Dietrichsruh im Westen als ehemals zweiteilige Gartenanlage aus der Zeit um 1605/11 wurde um 1790 teilweise abgetragen und im Nordwesten durch die neuen Bauten des sogenannten Toskanertraktes ersetzt.

## Geschichte

### Alter Bischofssitz
Die ersten Bischöfe und Erzbischöfe von Salzburg waren gleichzeitig Äbte des Stiftes St. Peter und wohnten folgerichtig im Kloster. Erst Konrad I. verlegte seine Wohnung 1120 aus dem engeren Klosterbereich heraus und baute 1124 eine neue Bischofsresidenz im Raum des heutigen Ostteiles der Residenz. Dieser Bischofssitz, der in der Folge mehrfach ausgebaut worden war, wurde von Erzbischof Wolf Dietrich abgerissen, um Platz für den Neubau der Residenz im Stil der Spätrenaissance zu erhalten.

### Residenz der Fürsterzbischöfe

Erdgeschoßgrundriss der Salzburger Residenz nach dem Denkmälerinventar von 1914 (Norden ist rechts)

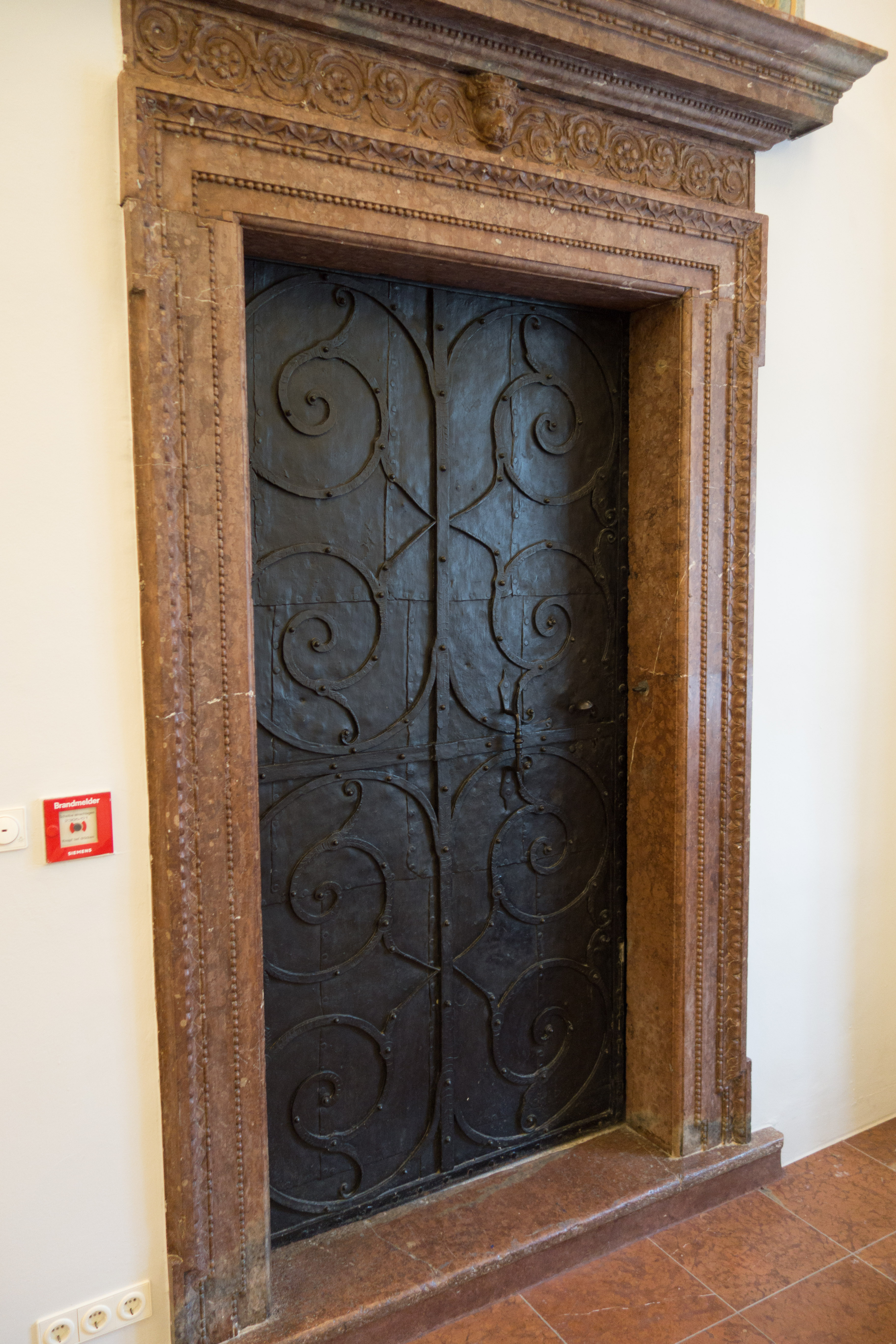
Portal aus der Zeit Wolf Dietrichs von Raitenau um 1600/1611

1597 begann Wolf Dietrich Gebäudeteile um den heutigen Haupthof (im Osten) der Residenz abzureißen und umzubauen. Es entstand nach und nach eine Vierflügelanlage um einen regelmäßigen Innenhof. Der Ost- und Südflügel waren dabei weitgehend Neubauten; im Westen entstand in einer zweiten Bauphase eine Arkadenhalle. Im Norden war eine Hofkapelle geplant, zwei Hauptfassaden zeigten nach Süden und Osten mit gleichmäßigen Reihen von Fenstern mit Steingewänden. Die Haupträume im 2. Obergeschoß waren über eine breite geradläufige Marmortreppe erreichbar, die nach einer Planänderung um 1612 noch erhalten ist. Die Grundrisse des Großen Saals und der Empfangsräume von Wolf Dietrich sind nach späteren Umbauten vor allem des 18. Jahrhunderts noch heute fast vollständig im Süd- und Ostflügel erhalten.
Da ab 1604 das Hofbogengebäude mit einem abweichenden, höheren Niveau im Hauptgeschoß begonnen wurde, werden die Flügel um den Haupthof in ihrer Substanz damals fertiggestellt gewesen sein. Eine andere Meinung rechnet mit einer etwas späteren Bauperiode um den Haupthof von 1606–1611.
Bei Restaurierungsarbeiten wurden in der heutigen Bausubstanz einige Wände von spätmittelalterlichen bürgerlichen Vorgängerbauten entdeckt, etwa Mauerteile, vermauerte Fenster und ein Kamin. Im Südwesten des Haupthofes sind im Souterrain Gewölbe des 15. Jahrhunderts erhalten, im Trakt zum Domplatz hin vielleicht Gebäudereste des Bischofshofes des Matthäus Lang von Wellenburg.
Als weiterer Teil wurde ab Frühjahr 1604 der heutige Wallistrakt (auch Hofbogengebäude genannt) im Südwesten des Haupthofs neu errichtet und 1606 fertiggestellt. Diese Bauten wurden vielleicht vom Vincenzo Scamozzi, einem namhaften Schülers Andrea Palladios entworfen.
In der Folge wurde ab 1605 recht zügig die sogenannte Dietrichsruh als zweiteilige Gartenanlage nördlich der Franziskanerkirche und westlich des Haupthofes errichtet. Damit wurde eine alte Gasse, die Käsgasse östlich des Chores der Franziskanerkirche überbaut und der ursprüngliche Raum der Residenz mehr als verdoppelt. Um 1790 wurden die nordwestlichen Teile dieser Dietrichsruh abgetragen und durch die neuen Bauten des sogenannten Toskanertraktes ersetzt. Es haben sich viele Bereiche der ursprünglichen Anlage jedoch noch erhalten.
1612 bis 1614 errichtete der Nachfolger Markus Sittikus von Hohenems einen neuen Nordflügel um den Haupthof.
1665–1667 ließ Erzbischof Guidobald von Thun den residenzplatzseitigen Trakt der Residenz aufstocken.
Erzbischof Franz Anton von Harrach ließ diesen Gebäudeteil dann durch eine neue Fassade gestalten. Der Architekt dieser Arbeiten war höchstwahrscheinlich Johann Lucas von Hildebrandt. Hildebrandt leitete ab 1711 auch die zeitgemäße Erneuerung von Innenräumen, besonders der Prunkräume der Residenz mit den Stuckarbeiten von Alberto Camesina und den Deckengemälden von Johann Michael Rottmayr und Martino Altomonte.
Erzbischof Hieronymus von Colloredo ließ 1788–92 den Trakt zur Churfürststraße und zur Sigmund-Haffner-Gasse (Teile der Dietrichsruh) abreißen und dabei teilweise neu errichten. Er entfernte dabei auch den prächtig gestalteten Innenhofgarten Wolf Dietrichs und jenen seines Nachfolgers Markus Sittikus. 1793 wurde aber aus Kostengründen der folgend geplante Ausbau der Residenz zur Sigmund-Haffner-Gasse hin im Raum Dietrichsruh eingestellt. Nur der heutige Toskanatrakt wurde damals in neuer Form fertiggestellt. Der ebenfalls geplante Abriss der Franziskanerkirche und die Umwandlung derselben in eine Hofkapelle als „Rotunde nach römischen Art“ mit angeschlossenem Mausoleum im Rokokostil unterblieb ebenfalls.

### Nach Ende des Erzstifts 1803
Bis 1918 war die Residenz Wohnsitz von Mitgliedern des Österreichischen Kaiserhauses, vor allem der Kaiserin-Witwe Karoline Auguste von Bayern. Auch führende Mitglieder der aus Florenz vertriebenen Linie Habsburg-Toskana wohnten hier, was zur Namensgebung des Toskanatraktes führte. Bis 1986 war der Toskanatrakt Sitz der Bundespolizeidirektion. Seit 1992 ist dieser Trakt Teil der Juridischen Fakultät der Universität Salzburg.

### Gegenwart
Die Residenz besteht aus über 180 Räumen und Sälen, darunter 15 Prunkräumen. Bekannt ist der große Carabinierisaal. Die anschließenden Fürstenräume (Rittersaal, Konferenzzimmer, Ante Camera, Audienzzimmer, Arbeitszimmer, Schatullenkabinett und Schlafzimmer mit einer Hauskapelle, die Schöne Galerie sowie das Gesellschaftszimmer) wurden unter Leitung von Johann Lucas von Hildebrandt neu gestaltet und von Michael Rottmayr und Martino Altomonte mit Gemälden versehen. In diesen prunkvollen Räumen hat auch Wolfgang Amadeus Mozart als fürsterzbischöflicher Hofmusicus musiziert, hier wurden frühe musikdramatische Werke wie Die Schuldigkeit des ersten Gebots KV 35, La finta semplice KV 51 oder Il re pastore KV 208 uraufgeführt.
Die Salzburger Residenz zählt zu den wertvollsten Profanbauten der Salzburger Altstadt. Im 3. Stock befindet sich die Residenzgalerie, die Europäische Malerei des 16. bis 19. Jahrhunderts präsentiert. Herausragend ist die niederländische Malerei des 17. Jahrhunderts, erworben aus der altösterreichischen Adelssammlung Czernin.
Die Prunkräume der Residenz und die Residenzgalerie können im Rahmen des DomQuartier Salzburg-Rundgangs besucht werden.

## Gliederung

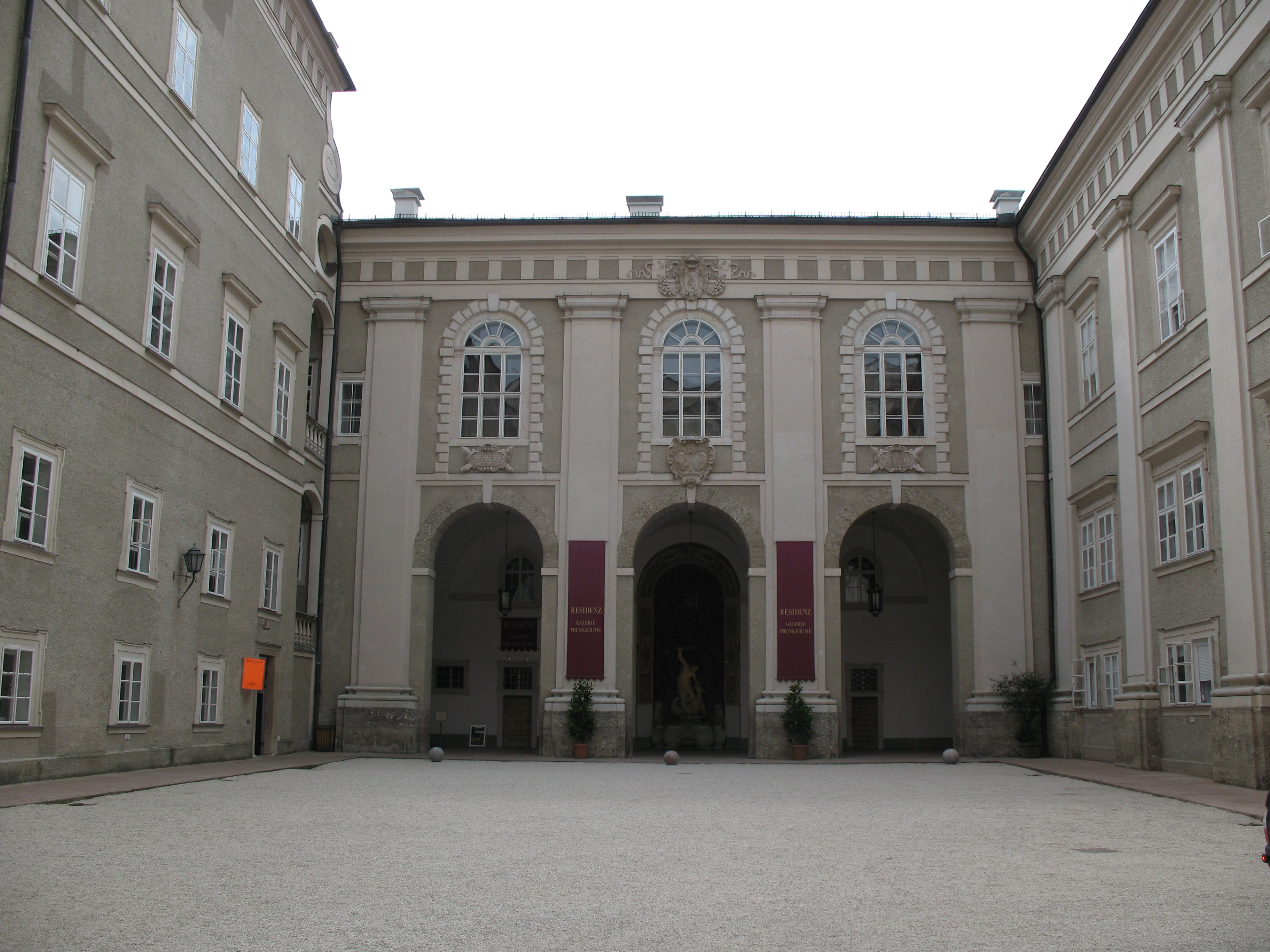
Der Haupthof mit der Arkade und dem Herkules-Brunnen

Die alte Residenz gruppiert sich um vier Innenhöfe:
- den Haupthof (mit Zugängen vom Residenzplatz und Domplatz),
- den Hof des Toskanatraktes,
- den Hof der ehemaligen Dietrichsruh und
- den kleinen Hof des Wallistraktes.

### Prunkräume (Haupthof)

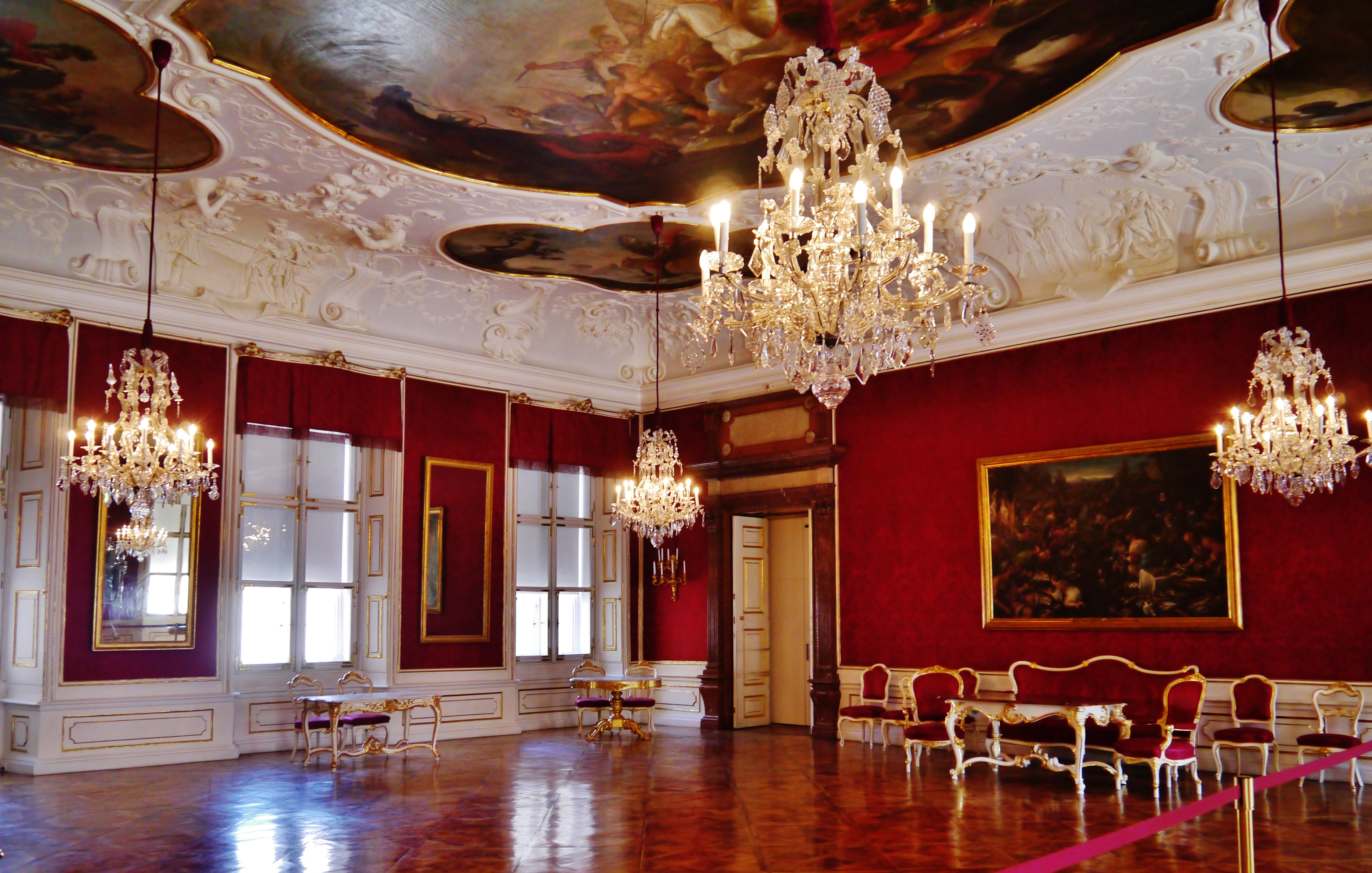
Teil der Prunkräume aus dem 18. Jahrhundert

Der Zugang zur Residenz erfolgt über den mit einer Arkade und einem Herkulesbrunnen geschmückten Haupthof. Links des Brunnens liegt der Eingang, von wo aus der breite repräsentative Stiegenaufgang zu den Prunkräumen der Residenz führt.

#### Carabinierisaal
Der Carabinierisaal im ersten Stock wurde um 1600 errichtet. Er ist der größte Saal der Residenz. 1660 wurde der Raum unter Guidobald von Thun im Zuge der Errichtung der Dombögen deutlich erhöht. Der Saalstuck wurde 1689 oder später von Francesco und Carlo Brenno sowie Antonio Carabelli ausgeführt. An der Westseite des Saales führt eine zweiarmige Marmortreppe zum höher gelegenen Kaisersaal (siehe unten). Das Marmorportal stammt von 1610, darüber wurden die Buchstaben I.(oannes) E.(rnestus) A.(rchiepiscopus) (et) P.(rinceps) S.(alisburgensis) ergänzt. Der Treppenaufgang im Carabinierisaal mit dem Deckengemälde von 1689 erinnert an die Treppe in der Winterreitschule aus der Zeit von Guidobald von Thun, welche 1690 ebenfalls mit einem großen Deckengemälde von Johann Michael Rottmayr ergänzt wurde.
Das große Deckenfresko im Carabinierisaal wurde 1689 von Johann Michael Rottmayr gemalt und stellt die vier Elemente dar. Das große Mittelbild zeigt eine Szene aus dem 1. Buch der Aeneis (Vers 102–141). Neptun beruhigt die stürmische See, die Aeolus gegen die Flucht des Aeneas aufgebracht hat (Wasser). Die Szene ist nach einem Vorbild von Giulio Romano gestaltet. Neptun wird in seinem Triumphwagen von zwei Hippokampen über das Meer gezogen. Diese beiden Meeresrösser und der in ein Schneckenhorn blasende Triton greifen das Motiv des unter Guidobald von Thun errichteten Residenzbrunnens auf. Das linke Bild zeigt die Kalydonische Eberjagd (Erde), das rechte Bild die Schmiedewerkstätte des Vulcanus (Feuer). In den Eckmedaillons sind die vier Windgötter (Luft) abgebildet. In diesem Raum fanden die ersten Theateraufführungen nördlich der Alpen statt, zum ersten Mal vermutlich am 27. Jänner 1614. Das "schöne Pastoral, Orfeo genannt", das am 10. Februar 1614 im Carabinierisaal über die Bühne ging, war wahrscheinlich Claudio Monteverdis L’Orfeo. Der Name des Saales geht auf die Leibgarde des Erzbischofs zurück.
Einzigartig für eine Residenz ist, dass fast alle Räume einen durchgehenden Zyklus bilden, in denen die Geschichte einer einzigen Person, hier ist es Alexander der Große, dargestellt wird. Johann Ernst von Thun hat bereits 1689 mit der Neugestaltung der Residenz begonnen. In diesem Jahr wurde der Carabinierisaal mit dem großen Deckenfresko von Johann Michael Rottmayr ausgestaltet. Auf 1695 datiert der einzige original erhaltene aus Nuss-, Ahorn- und Eichenholz intarsierte Fußboden im Audienzsaal, ebenfalls aus seiner Zeit. Die beiden hauptsächlichen Künstler, Johann Michael Rottmayr und Martino Altomonte, führten ihre Arbeiten zwischen 1710 und 1714 aus, begannen also sofort nach dem Ableben von Johann Ernst von Thun. Auch wenn die Wohnräume erst zur Zeit von Franz Anton von Harrach unter der Leitung von Lucas von Hildebrandt neu ausgestaltet wurden, ist zu vermuten, dass die Konzeption eines durchgehenden Alexanderzyklus bereits auf Johann Ernst von Thun zurückgeht. Dafür spricht die Aufführung einer Oper mit dem Titel „Alessandro in Pietra“, 1689 von Heinrich Ignaz Franz Biber komponiert. 1695 entstand die Marstallschwemme mit der Skulptur des Pferdebändigers, der ebenfalls Alexander den Großen repräsentiert.

#### Rittersaal
Der Rittersaal ist heute ein beliebter Aufführungsort von Kammermusik, aber auch von kleineren festlichen Veranstaltungen und Festvorträgen. Im 17. und 18. Jahrhundert diente er als Vorraum zu den fürstlichen Empfangs- und Wohnräumen. Das große Mittelbild sowie die vier Trabantenbilder an den Längsseiten wurden 1714 von Johann Michael Rottmayr gemalt. Der Rittersaal ist demnach der letzte Raum, der ausgemalt wurde. Der Deckenstuck stammt von Alberto Camesina, der Wandstuck von Peter Pflauder. In der Bildmitte führt Alexander der Große seinem Vater sein Leibpferd Bukephalos vor. Die umgebenden Bilder schildern weitere Stationen im Leben Alexanders: Die „Gefangennahme des indischen Königs Porus“ (326 v. Chr.), die „Wiedereinsetzung des Porus in sein Königreich“, das „Pamphylische Meereswunder“, die „Schlacht bei Gaugamela“. Die Stuckreliefs zeigen Szenen zur Geschichte des Bukephalos: „Raub des Bucephalus“, „Rückgabe des geraubten Bucephalus“, „Tod des Bucephalos“, „Gründung der Stadt Bucephalia“. Vom Rittersaal führt ein Gang durch die Dombögen in den Salzburger Dom. Der Rittersaal ist Erstaufführungsort von W. A. Mozarts geistlichem Singspiel "Die Schuldigkeit des ersten Gebots" KV 35 und der Serenata "Il re pastore" KV 208.

#### Konferenzsaal
Den Konferenzsaal schmückt ein Deckengemälde von Martino Altomonte, das „Alexander in der Schlacht von Granicus“ darstellt. In diesem Saal gab der siebenjährige W. A. Mozart am 28. Februar 1763 sein Konzert-Debüt am Salzburger Hof, hier spielte die fürsterzbischöfliche Hofkapelle im Rahmen der zahlreichen Hauskonzerte, so auch deren Mitglieder, Vizekapellmeister Leopold Mozart und sein Sohn Wolfgang Amadé.

#### „Ante Camera“
Das große Mittelbild sowie die vier Trabantenbilder an den Längsseiten wurden 1710 von Martino Altomonte gemalt. Das Mittelbild zeigt die „Zerschlagung des Gordischen Knotens durch Alexander“. Die Trabantenbilder zeigen die Vorgeschichte zum Mittelbild: „Gordios empfängt das Vogelwunder“, „Gordios wird die Königswürde prophezeit“, „Die Phryger erkennen in Gordios den prophezeiten König“, „Gordios wird im Zeustempel als König gehuldigt“. Die Stuckreliefs zeigen weitere Szenen aus dem Leben Alexanders: „Der Gärtner Abdalonymos wird zum König von Sidon gemacht“, „Alexander und Diogenes“, „Der weise Kalamos gibt Alexander ein Gleichnis der klugen Herrschaft“, die „Importuna Adulatio des Malers Apelles“.

#### Audienzsaal
Der prächtige Audienzsaal, an der Ecke zwischen Altem Markt und Residenzplatz gelegen, besitzt fünf in vergoldetem Stuck gerahmte Deckenbilder von Johann Michael Rottmayr. Das mittige zeigt die Huldigung Alexanders in der Stadt Byblos. Die Landschaftsbilder über den Türen stammen vermutlich von Johann Anton Eismann. Die kostbaren Brüsseler Gobelins schildern Szenen aus der römischen Frühgeschichte und besitzen eingewoben Wappen Fürsterzbischofs Wolf Dietrich. Die kostbaren frühklassizistischen Möbel von H. Jacobs in Paris gefertigt, wurden 1775 für diesen Saal gekauft.

#### „Retirada“
Das kleine Wohn- und Arbeitszimmer (Retirada) des Erzbischofs diente in monarchischer Zeit als Schlafraum von Kaiser Franz Joseph I. Das große Mittelbild an der Decke wurde 1711 von Martino Altomonte gemalt. Es zeigt "Alexanders Opfer im Tempel von Jerusalem" als Vorhersage des Eingottglaubens. Die vier Trabantenbilder zeigen den "Traum Alexanders, in dem ein Hohepriester dem großen Feldherren die Herrschaft über Persien verkündet", "Alexanders Begegnung mit dem Hohepriesters Jaddus vor den Toren Jerusalems", "Alexander erklärt Parmenio seinen Traum" und "Der Hohepriester legt Alexander eine Stelle des Buches Daniel aus".
In den Stuckreliefs sieht man "Das Wunder beim Zug zum Orakel des Ammon in der Oase Siwah", "Eine orientalische Gesandtschaft huldigt Alexander als König", "Alexanders schwere Verwundung in Indien" und "Alexander in der Oase Siwah".
Das an der Wand befindliche Bildnis von Franz Anton von Harrach zeigt erstmals einen Fürsterzbischof mit einer Perücke, da dies zuvor für geistliche verboten war. Die Türstöcke haben ab hier einen Holzrahmen, was den privaten Rahmen dieses Raumes nochmals verdeutlicht.

#### Schatullenkabinett
Das Deckenbild im Schatullenkabinett von Martino Altomonte zeigt die Gesandten der Skythen bei der Huldigung Alexanders.

#### Schlafzimmer
Im Bild von Johann Michael Rottmayr im Schlafzimmer ist Alexander auf seinem Ruhebett zu sehen. Die Stuckmedaillons zeigen musizierende Amoretten. Auf dem Bild über dem Portal ist, von Andreas Nesselthaler gemalt, ein Seehafen zu sehen.

#### Kapelle
Die kleine Kapelle, ein kleiner fast quadratischer Raum mit Kuppelgewölbe, wird von einem Fresko Rottmayrs geziert, das Gottvater darstellt. Der um 1710 geschaffene Altar stammt vermutlich von Antonio Beduzzi (1711), das Altarblatt, eine Rottmayr-Arbeit, die Vermählung der Heiligen Katharina.

#### „Schöne Galerie“
Die Bildergalerie besitzt ein Spiegelgewölbe mit einem marmorierten Kranzsims. In diesem lang gestreckten Raum steht ein Abguss des Jünglings vom Magdalensberg aus Kärnten in einer Nische. Das Original befand sich zwischen der Entdeckung der Skulptur im Jahr 1502 und 1806 in der Stadt Salzburg, bis die wertvolle Statue nach Wien geschafft wurde.
Das Gewölbefresko von Rottmayr zeigt die Glorie der Wissenschaften und Künste, geprägt von fürstlicher Größe und Stiftungsmacht, umgeben von einer illusionistischen Architekturmalerei. Astronomie, Geometrie, Architektur – der Architekt hält einen Plan des von Johann Bernhard Fischer von Erlach entworfenen Palais Trautson (Wien) in Händen – und Bildhauerei stehen symbolisch unter dem Schutz des Grafengeschlechts Harrach, Dichtung und Geschichtsschreibung unter dem Schutz der felicitas publica, Malerei und Musik unter jenem des buon governo, der Guten Regentschaft.

#### Thronsaal
Im Thronsaal (Gesellschaftszimmer) befindet sich ein Deckenbild von Rottmayr mit dem Götter-Festmahl anlässlich der Hochzeit der Nymphe Thetys.

#### Weißer Saal (Markus-Sittikus-Saal)
Der Weiße Saal wurde in der Regentschaft des Nachfolgers von Wolf Dietrich, Markus Sittikus errichtet, 1776 wurde er von Peter Pflauder neu stuckiert. In diesem Saal wurde am 1. Mai 1816 nach jahrelangem ständigen Machtwechsel der offizielle Übernahmevertrag zwischen Bayern und Österreich unterzeichnet, seitdem gehört das Land Salzburg zu Österreich.

#### Kaisersaal
Der Kaisersaal (früher Kaiserstube) ist ein schlichter Raum mit den Gemälden von 14 Herrschern des Hauses Habsburg.

#### Sintflutsaal
Vom Sintflutsaal mit seiner Renaissancedecke führt eine kleine Tür in den Chor der Franziskanerkirche.

#### Residenzgalerie
Im dritten Stock befindet sich der Bischofssaal und die Residenzgalerie. Deckengemälde und Gewölbefresken stammen hier von Johann Michael Rottmayr und Martino Altomonte, der Deckenschmuck von Alberto Camesina.

### Dombögen
Die (nördlichen) Dombögen wurden unter Fürsterzbischof Guidobald von Thun um 1600 errichtet. Im Anschluss daran wurden die nun zu niedrig wirkenden Fassaden des Ost- und Südflügels der Residenz erhöht und mit einer Attika vor dem Grabendach abgeschlossen.

### Toskanatrakt

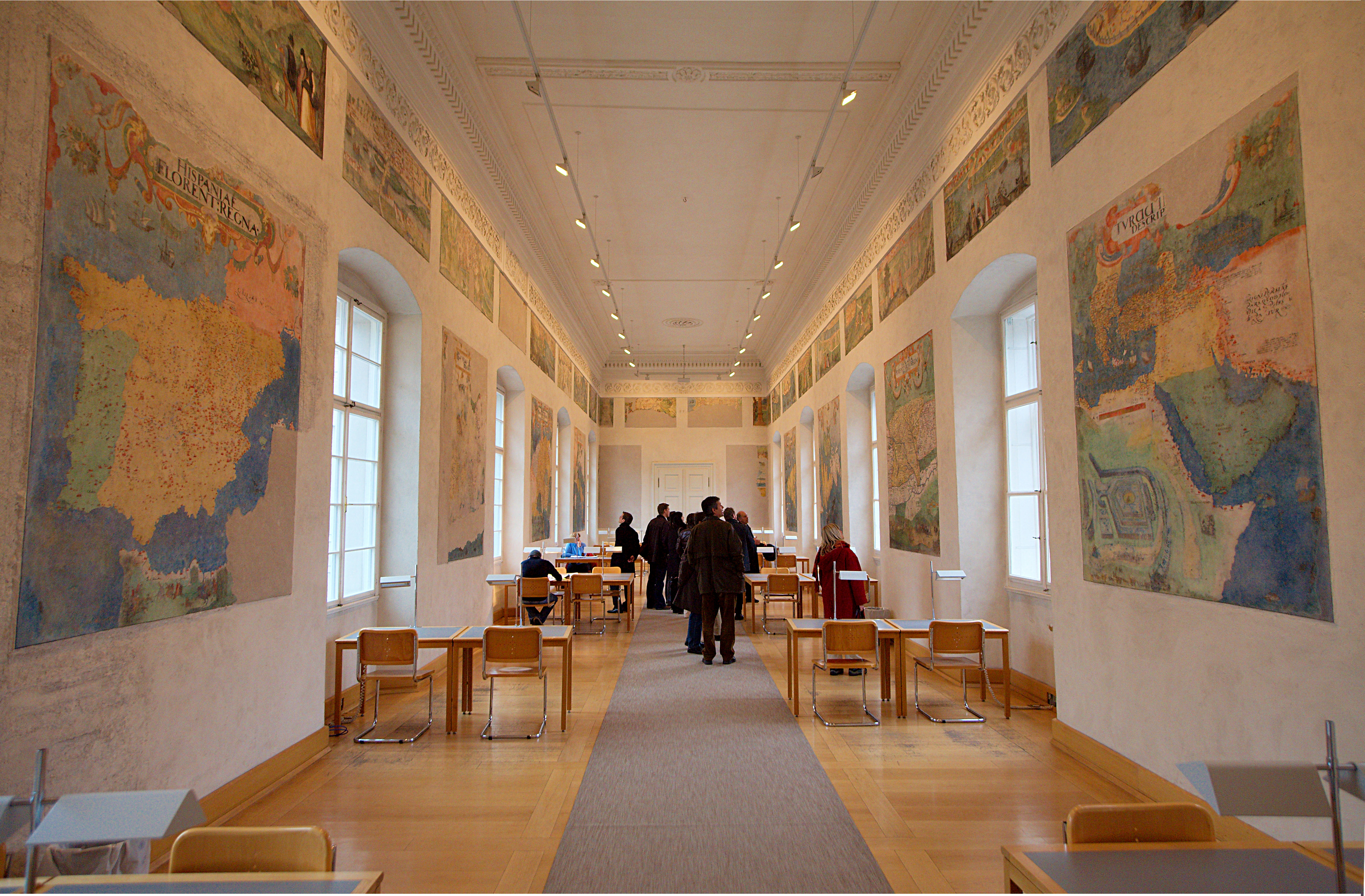
Kartensaal der Salzburger Residenz. Wird heute als Lesesaal der juridischen Bibliothek genutzt

Im Nordflügel befinden sich vermauerte Arkaden auf ionischen Säulen über zwei Stockwerke. Der Trakt wurde anstelle früherer Bauten unter Fürsterzbischof Colloredo neu errichtet und wird von der Universität Salzburg genutzt.

### „Dietrichsruh“ und „Sala terrena“
Die Dietrichsruh wurde von Fürsterzbischof Wolf Dietrich als verschwiegener, aber aufwändig gestalteter Renaissancegarten zwischen 1605 und 1609 mit Ergänzungen bis 1612 errichtet. Dabei entstand in zwei ummauerten Höfen ein aufwändig gestalteter und einst berühmter Renaissancegarten samt Wasserspielen und vielen kunstvollen künstlichen Grotten. Erzbischof Colloredo ließ im späten 18. Jahrhundert den Garten und seine Gartengrotten abreißen die geplante großzügige Neugestaltung unterblieb aber aus verschiedenen Gründen. Nur eine einzige Grotte erinnert heute noch an die einstige prachtvolle Gartengestaltung. Sie befindet sich in der Mittelachse des Ostflügels. Die heute hier stehende Statue des ruhenden Herkules stammt aus der Zeit um 1610. Die antike Originalfigur stand in der Villa Giulia in Rom. Die Vorlage für die Nachbildung in Salzburg wurde aus Giovanni Battista Cavalieris Antiquarum Statuarum Urbis Romae Primus Et Secundus Liber (Roma 1585, fol.61) entnommen. Seitlich sind in der Grotte drei Wandbilder sowie Muschel- und Steinchenmosaik sowie Stuckdekor zu sehen.

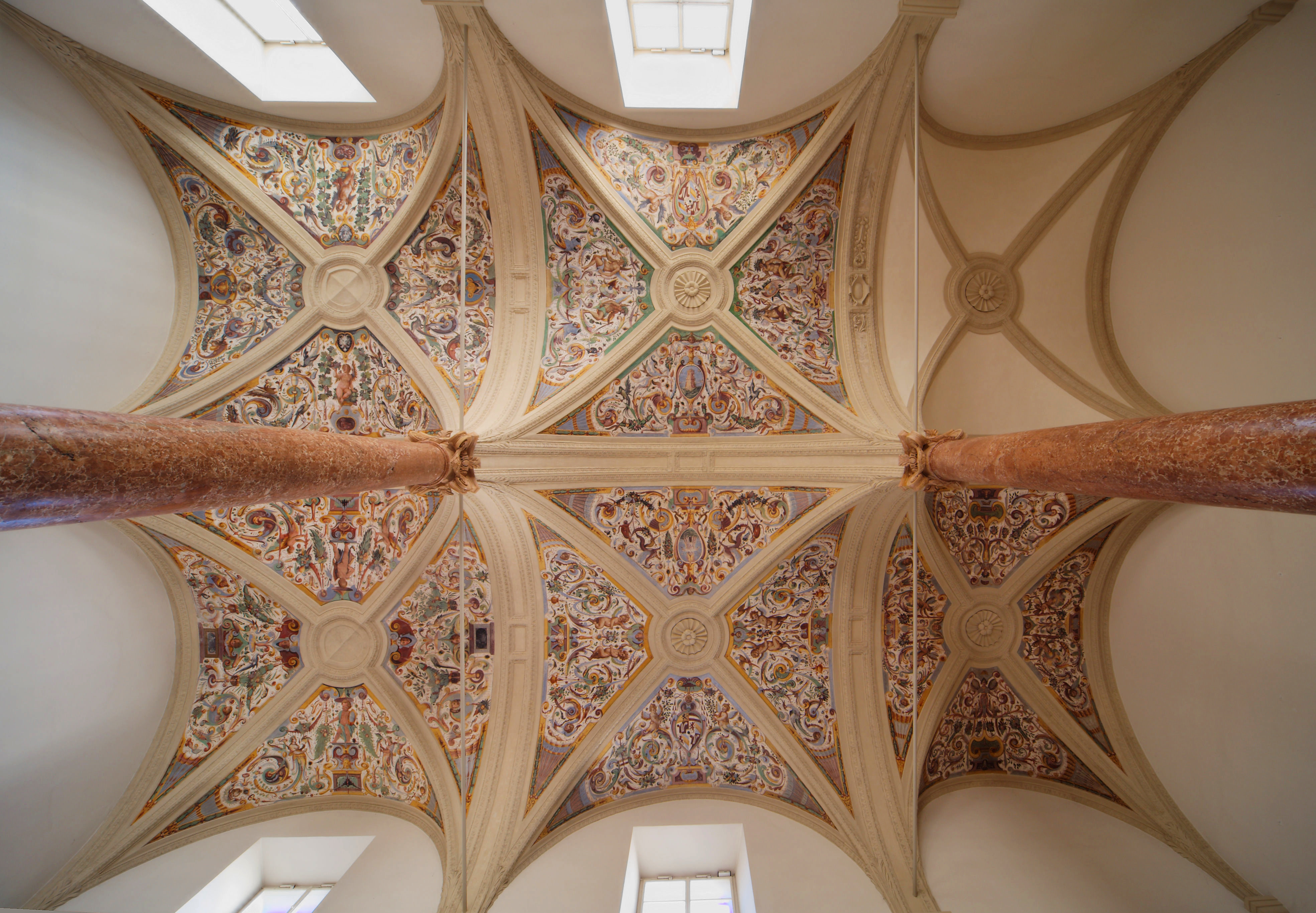
Decke der Sala Terrena

Die Sala terrena war ein beiderseits von offenen Arkaden begrenzter Gartensaal am Schnittpunkt der beiden Höfe und Gärten der Dietrichsruh. In diesem seitlich offenen Raum stand ursprünglich ebenfalls ein Brunnen. Daneben befand sich weiter westlich eine Grotte und einst ein Vogelhaus, das als Voliere ausgestaltet war und das einen weiteren kunstvollen Brunnen besaß. In den Jahren 1983–1993 wurde die zuletzt übertünchte Decke der Sala terrena in ihrer ursprünglichen reich bemalten Gestalt freigelegt und restauriert.
In der Südostecke des heutigen Hofes der Dietrichsruh befindet sich die Kapelle des Kardinals Friedrich Johannes Jacob Cölestin von Schwarzenberg, die Georg Pezolt gestaltet hatte. Im Stiegenhaus von der Dietrichsruh zur Franziskanerkirche findet sich reicher Stuck mit Akanthusranken, Fruchtgirlanden, Rosetten aus der Zeit Wolf Dietrichs (um 1608 ausgestaltet). Im ersten Stock über der Sala terrena befindet sich, ebenfalls erhalten, der einstige Kaisersaal aus der Zeit um 1610, heute als Toskana Appartement bezeichnet, dessen Decken und Wandteile 1862 neu stuckiert wurden.

### Wallistrakt
1964/1965 wurden drei Flügel des um einen kleinen Innenhof angeordneten Traktes südlich der Franziskanergasse mit Ausnahme der Außenmauern weitestgehend abgetragen und neu errichtet. Daher sind hier nur wenige historische Innenräume erhalten. Der Wallistrakt ist Teil des weitläufigen Komplexes der fürsterzbischöflichen Salzburger Residenz. Er setzt sich aus in verschiedenen Bauphasen entstandenen Baukörpern zusammen. Durch zahlreiche Umbauten und Besitzerwechsel räumlich von der eigentlichen Residenz getrennt, wurde das Appartement im Wallistrakt bisher in der Literatur nicht im Zusammenhang mit der eigentlichen fürsterzbischöflichen Residenz behandelt.
Das in der ersten Bauphase ab 1604 errichtete so genannte Hofbogengebäude diente ursprünglich für die Unterbringung des Appartements Fürsterzbischof Wolf Dietrichs von Raitenau (1587–1612). Das Gebäude wurde zwischen 1604 und 1606 auf dem mittelalterlichen Fronhof, dem Vorplatz der Domkirche errichtet. Hier stand ausreichend Platz zur Verfügung um in kürzester Zeit eine neue Wohnstätte für den Fürsterzbischof zu errichten, ohne dabei den Betrieb der Residenz zu stören oder bürgerliche Häuser ablösen zu müssen. Nach Fertigstellung des Hofbogengebäudes im Jahr 1606 war die mittelalterliche Residenz frei für weitere Umbau- und Modernisierungsmaßnahmen.
Nördlich schloss das Hofbogengebäude direkt an den Carabinierisaal, der „sala grande“ der Salzburger Residenz, an. Von hier erstreckte sich das fürstliche Appartement im 2. Obergeschoß des Hofbogengebäudes nach Süden. Im südlichsten Teil des Gebäudes befanden sich die privaten Gemächer des Fürsterzbischofs. Von hier aus führte eine reich stuckierte Treppe in einen Gartensaal, der sich hin zum westlich gelegenen Hofgärtl öffnete. Dieser „giardino segreto“ war von einer hohen Gartenmauer umgeben.
Das Hofbogengebäude wird in der Literatur immer wieder mit dem venezianischen Architekten Vincenzo Scamozzi in Zusammenhang gebracht. Scamozzi hielt sich 1603/1604 nachweislich in Salzburg auf um für Wolf Dietrich von Raitenau sowohl ein Projekt für eine neue Domkirche als auch für die Erneuerung und Erweiterung der bischöflichen Residenz auszuarbeiten. Leider fehlen hierzu sämtliche archivalischen Nachweise. Jedoch können die ursprünglich fünf geplanten Durchfahrten des 1604 begonnenen Hofbogengebäudes eindeutig mit dem Domentwurf Scamozzis in Verbindung gesetzt werden. Allerdings, wie die Änderung des ursprünglichen Fassadenschemas an der Domplatzfassade des Hofbogengebäudes zeigt, muss es noch während der Bauzeit bis 1606 zu einem Planer- oder Planungswechsel gekommen sein. Bereits unter Wolf Dietrichs Nachfolger Markus Sittikus von Hohenems (1612–1619) dürften das Hofgärtl und die „sala terrena“ aufgelassen worden sein. Innerhalb der Gartenmauern wurde in dieser Zeit ein dreiseitiger Kreuzgang mit einem aufgesetzten Geschoß errichtet und die „sala terrena“ vermauert. Als Architekt für diese Umbauarbeiten kann Santino Solari angenommen werden. Die Gestaltung der Baukörper und die architektonische Ausstattung stehen in einem engen stilistischen Zusammenhang zu den Profanbauten Solaris in Salzburg.
Solari war auch für die Errichtung des 1614 begonnenen, neuen Salzburger Domes verantwortlich. Solari war bei der Situierung der Kirche gezwungen die städtebaulichen Vorgaben des Hofbogengebäudes zur respektieren und den Dom nach diesem auszurichten. Die städtebauliche Dimension des Hofbogengebäudes am Ende der fürsterzbischöflichen „via triumphalis“, der Prachtstraße der Stadt, wurde im Rahmen von festlichen Umzügen immer wieder unterstrichen. So wurden die Bögen des Hofbogengebäudes im Rahmen der Sekularfeier von 1682 als erzbischöfliche „porta triumphalis“ dekoriert.
Im Jahre 1690 kam es zu einer weiteren Aufstockung der Trakte im ehemaligen Hofgärtl. Zweck war unter anderem die städtebauliche Beruhigung der Franziskanergasse. Die Hoftrakte dienten in der Folge der Hofhaltung des Fürsterzbischofs. Hier waren neben zahlreichen Wohnungen von Höflingen unter anderem die fürstliche Leibwäsche und die Gusshütte für die von Johann Baptist und Wolfgang Hagenauer errichteten Mariensäule am Domplatz untergebracht.
Im Jahr 1778 bezog die Familie der Schwester von Fürsterzbischof Hieronymus Graf Colloredo (1772–1812), Maria Franziska, verheiratet mit Stephan Olivier Graf Wallis, das Appartement im Hofbogengebäude. Seit dieser Zeit wird dieser Teil der Residenz als Wallistrakt bezeichnet. Für diesen Zweck kam es zu größeren Umbauarbeiten. Die Ausstattung aus der Zeit Wolf Dietrichs wurde gegen eine zeitgenössische im „Wiener Stil“ getauscht. Für den Umbau zeichnete der französische Architekt Ludwig Grenier verantwortlich.
Nächste Umbauarbeiten sind aus der Mitte des 19. Jahrhunderts überliefert. Das Appartement wurde als Wohnung für Kaiser Franz Josef I. adaptiert. Im Hof kam es zu kleineren Um- und Einbauten.
Nach dem Ende der Monarchie diente der Wallistrakt vorwiegend für Wohnzwecke. Seit den 20er Jahren waren außerdem bereits vereinzelt universitäre Einrichtungen einquartiert. Während der Zeit des nationalsozialistischen Regimes befanden sich im Gebäude unter anderem die Büros der Gauarchitekten.
In den 1960er Jahren beschloss man, die Universität Salzburg im Bereich der Altstadt neu zu gründen. Der Wallistrakt war das erste Gebäude, das in der Salzburger Altstadt für universitäre Zwecke umgebaut wurde. Bei den notwendigen Umbauarbeiten in den Jahren 1964/65 wurde jedoch ein Großteil der historischen Bausubstanz zerstört. Von den Hoftrakten blieben lediglich die Außenmauern mit den Resten der ursprünglichen Gartenmauer erhalten. Im Hofbogengebäude konnte erst in letzter Minute die Zerstörung der „sala terrena“ und der stuckierten Wendeltreppe verhindert werden. Die Stuckdecken des Appartements im 2. Obergeschoß aus dem 18. Jahrhundert wurden allerdings zerstört.
Seit 2014 ist das Museum St. Peter, ein Teil des DomQuartiers Salzburg, im Wallistrakt untergebracht.